# Postmodernismo (literatura)
El postmodernismo es una corriente literaria que sucedió al modernismo como un intento al mismo tiempo de renovación y superación del mismo.

## Historia
Las formas y temáticas del Modernismo empezaban a principios de siglo a producir un cierto cansancio. 
En España lo expresan poetas como Enrique de Mesa, Enrique Díez-Canedo, Emilio Carrere, Alonso Quesada o Tomás Morales, que no pueden en justicia llamarse ni modernistas ni novecentistas o vanguardistas. 
En Hispanoamérica similares condiciones empiezan a aflorar en poetas como Ricardo Jaime Freyre, Enrique González Martínez, Rufino Blanco Fombona, Julio Herrera y Reissig, José María Eguren y muchos más, tales como: 
- el argentino Leopoldo Lugones cultivaba los acentos criollos en sus roces de Río Seco (1938)
- el colombiano Guillermo Valencia apostaba por los temas sociales;
- el mexicano Amado Nervo derivaba hacia una poesía más sencilla e íntima marcada por lo religioso (su obra póstuma La amada inmóvil).
- el peruano José Santos Chocano se evadía de la evasión modernista centrándose en el paisaje, los hombres, las leyendas y la historia de su pueblo (Alma América).

En 1911 el poeta modernista mexicano Enrique González Martínez lanza su condena de los aspectos más ornamentales del modernismo con un verso que se haría famoso: 
«Tuércele el cuello al cisne de engañoso plumaje...» y contrapone al simbólico cisne modernista el búho de la nueva tendencia. 
Y, aunque todavía pervivirá unos años más la estela del modernismo, en torno a 1920 la poesía irá ya por otros derroteros, y más en concreto por cuatro direcciones paralelas:
- Una lírica más sencilla y humana.
- Una lírica que se suma a las corrientes de Vanguardia.
- La poesía pura
- La poesía negra antillana

### Una poesía más sencilla y humana

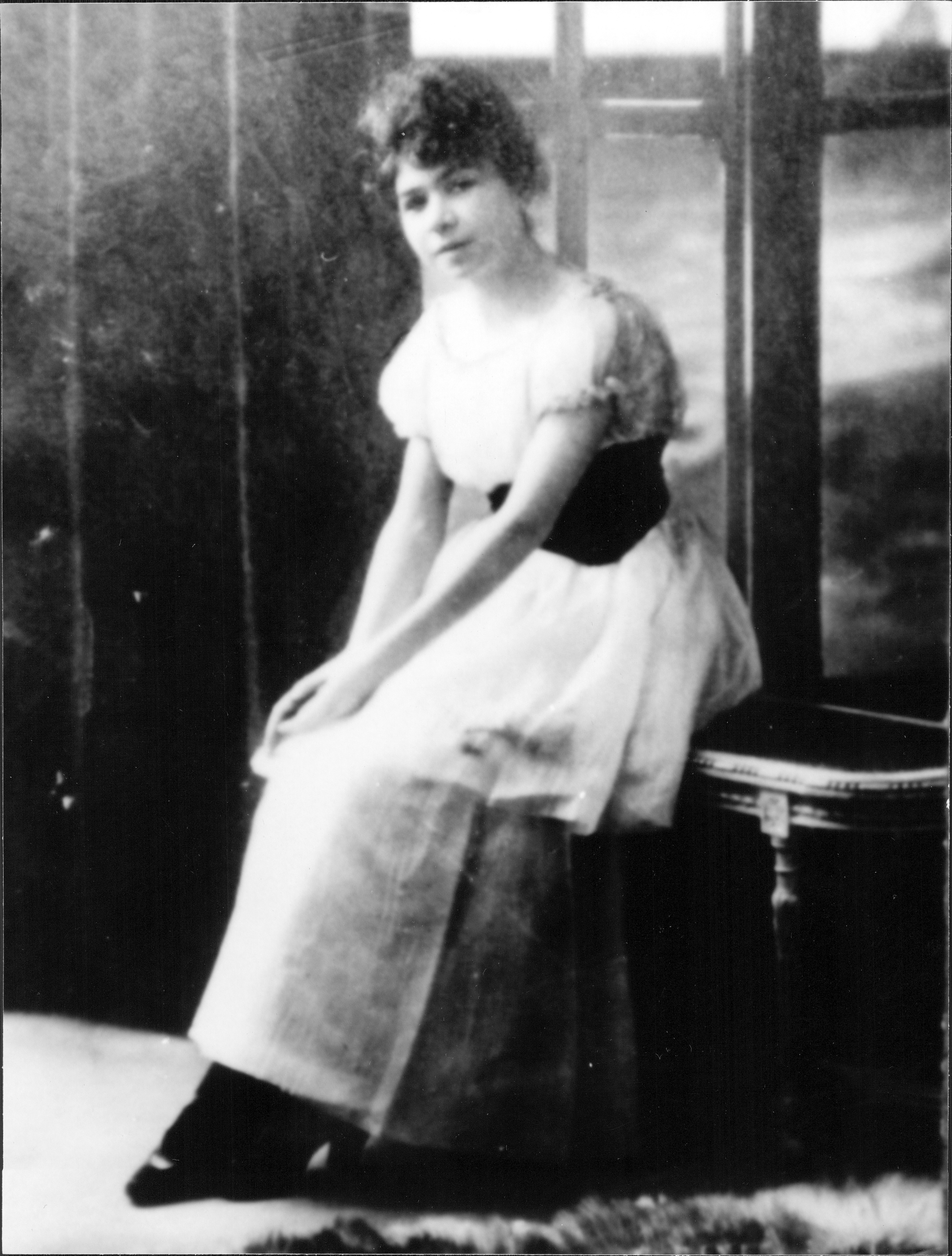
Alfonsina Storni, a los 24 años de edad.

Ya en algunos seguidores de Rubén Darío se apreciaba, frente a la tendencia cosmopolita, una preferencia por los temas autóctonos y a la par un freno a los esplendores formales (sonoridad, ritmos, léxico...) en pro de una expresión más sencilla y directamente humana. Esto se dejaba sentir en aspectos como lo antielocuente, lo neorromántico, el nativismo y el intimismo. Por este camino destacan posmodernistas como el argentino Baldomero Fernández Moreno (1886-1950), cuyos versos acogen la realidad inmediata, y el mexicano Ramón López Velarde (1888-1921), cuya obra breve y profunda acoge un neorromanticismo quintaesenciado y un acendrado sentimiento del paisaje. Pero la contribución mayor es la de tres poetisas: la argentina Alfonsina Storni, la uruguaya Juana de Ibarbourou y la chilena Gabriela Mistral.

#### Alfonsina Storni (1892-1938)
Encierra en sus versos el sentimiento de la humillada condición femenina, con tonos sensuales o amargos (El dulce daño, 1918; Ocre, 1925, etc.).[cita requerida]

#### Juana de Ibarbourou (1892-1979)
Una fuerte voz humana, cuyas raíces autóctonas le han valido el palelativo de "Juana de América": Las lenguas del diamante, 1919; Raíz salvaje, 1920; La rosa de los vientos, 1930, etc.)

#### Gabriela Mistral (1889-1957)
De verdadero nombre Lucila Godoy, representa el máximo ejemplo de superación del modernismo hacia un lenguaje sencillo, a veces duro, en el que lo prosaico se mezcla con imágenes intensas pero elementales. No se propone sino desnudar una intimidad dolorida y un corazón rebosante de amor en muy diversas manifestaciones: un amor trágico le inspira uno de los grandes libros de poesía amorosa de América: Desolación, 1922; en adelante, la autora, maestra de vocación y de profesión, cantó el amor materno (que soñó y no conoció) y su amor a los niños, a los desvalidos, a su tierra, etcétera, a menudo con un tono hondamente religioso. Así, en Ternura, 1924; Tala (1938), Lagar, 1954. En 1945, se le concedió el Premio Nobel de Literatura.
En esta línea de poesía humana se sitúan asimismo los primeros libros del peruano César Vallejo y del chileno Pablo Neruda.

### Una poesía de Vanguardia

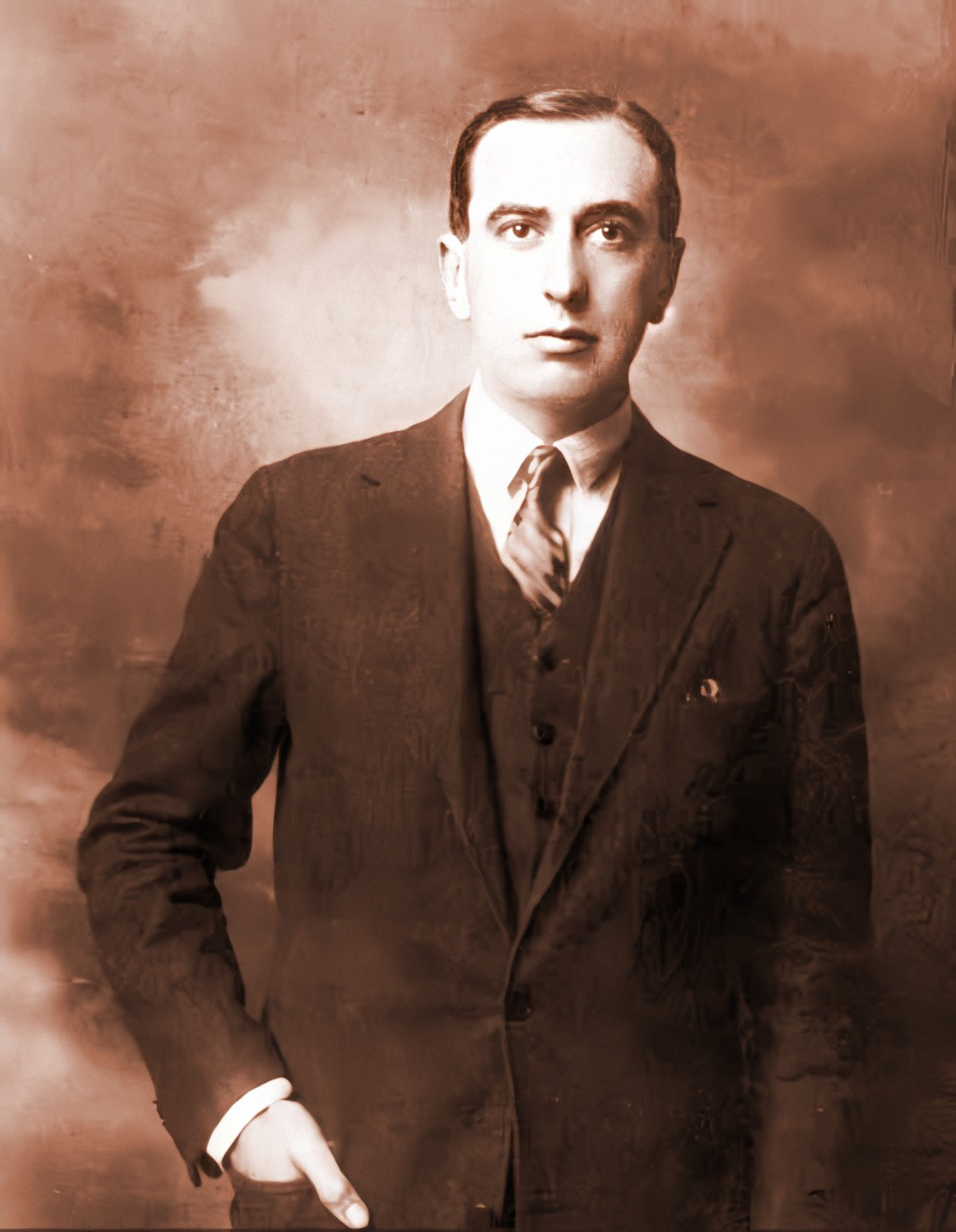
El poeta chileno Vicente Huidobro, fundador del Creacionismo literario

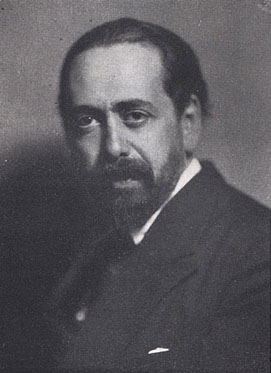
Oliverio Girondo

Paralelamente, y también hacia 1920, comienzan a dejarse sentir en Hispanoamérica las corrientes vanguardistas nacidas en Europa y su impulso será todavía más decisivo para apagar los últimos rescoldos del modernismo.
En Puerto Rico, Luis Lloréns Torres (1876-1944) inventó dos curiosas teorías: el pancalismo (“todo es belleza”) y el panedismo (“todo es poema”: niega la existencia de la prosa) y las intentó aplicar en Visiones de mi musa y Sonetos sinfónicos. Sus últimas composiciones vuelven a la tradición, en parte para cantar a la realidad americana: Mare Nostrum, Alturas de América... El mexicano José Juan Tablada (1871-1945), recreó al principio los tópicos modernistas (El florilegio, Al sol y bajo la luna) pero luego el contacto con la poesía japonesa lo llevó hacia la Vanguardia incorporando la forma del haikú en Poesía sintética, Li-Po y otros poemas, El jarro de flores (disociaciones líricas), sustituyendo el mundo sentimental y mórbido a lo Baudelaire por la imagen sorprendente, la lírica deshumanizada y la condensación metafórica.
Pero el primer embajador del vanguardismo europeo es el chileno Vicente Huidobro (1893-1948), fundador del Creacionismo. A él aporta títulos como Poemas árticos (1918), Ecuatorial (1918), Altazor (1931) etcétera. Libera la metáfora de toda lógica (“la poesía es un desafío a la razón) enriqueciendo los recursos expresivos y se adelanta a las innovaciones de Pierre Reverdy y Guillaume Apollinaire: en su primer libro Ecos del alma usa ya la libertad tipográfica acercándose al caligrama. Parte del lema “el poeta es un pequeño Dios” que no imita a nada, ni siquiera a la naturaleza, sino que crea algo nuevo que se añade a ella. Y en una conferencia en el Ateneo de Buenos Aires proclamará: “La primera condición de un poeta es crear, la segunda, crear y la tercera crear”.
El Ultraísmo fue llevado a la Argentina por Jorge Luis Borges en 1921 y allí arrastró a otros poetas como Oliverio Girondo, Ricardo Molinari, Eduardo González Lanuza, Ricardo Güiraldes y Leopoldo Marechal. Un movimiento de características muy semejantes fue el Estridentismo, que se desarrolla en México hacia 1925. Por otra parte, el cubano Mariano Brull (1891-1956) al lado de poemas puros se permiten todas las audacias, incluso la de crearse un lenguaje e idear procedimientos sonoros como la jitanjáfora en este poema:
Filiflama alabe cundre
ala alatúnea alífera
alveola jitanjáfora
liris salumba salífera
La jitanjáfora es un juego verbal puramente sonoro que se encuentra ya en los cantos primitivos o en canciones infantiles.
Todas estas vanguardias dejarán huella en grandes poetas como César Vallejo y Pablo Neruda, pero la que sin duda dejó huella más profunda fue el Surrealismo. El mismo líder francés del movimiento, André Breton, que estuvo residiendo en México, dijo que Hispanoamérica era un terreno especialmente abonado para la poesía surrealista. En algunos poemas de César Vallejo y en muchísimos de Pablo Neruda pueden verse ejemplos muy personales de esta influencia, que ha sido igualmente decisiva en poetas como Octavio Paz.

### Poesía Pura

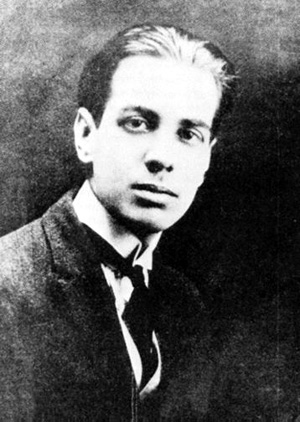
Jorge Luis Borges en 1921.

Entre las corrientes que constituyen el posmodernismo literario hispanoamericano la poesía pura reúne a una serie de poetas que, al margen de las estridencias vanguardistas, o partiendo desde ellas, experimentan el influjo de Paul Valéry o de Juan Ramón Jiménez. Pueden citarse tres grupos principales:
1 - Los poetas de la revista Los Contemporáneos, fundada en México en 1928, en el que figuran Jaime Torres Bodet, José Gorostiza, Xavier Villaurrutia y Carlos Pellicer
2 - El grupo Piedra y Cielo constituido en 1939 en Colombia y cuyo principal integrante es Eduardo Carranza.
3 - El grupo argentino que tuvo una etapa de poesía pura desde el Ultraísmo: Jorge Luis Borges, Ricardo Molinari, Eduardo González Lanuza, Francisco Luis Bernárdez...

### Poesía negra

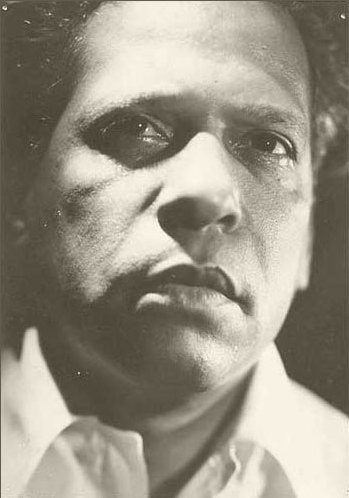
Nicolás Guillén, poeta cubano

Frente al cosmopolitismo dominante en las tendencias anteriores, en torno a los años 1930 surge en las Antillas esta corriente poética que busca su inspiración en las peculiaridades étnicas y culturales del mestizaje racial y espiritual entre negros y blancos, característico de países como Cuba o Puerto Rico. Sus raíces arrancan de un rico folklore en donde aparecen fundidos elementos africanos y españoles.
La temática refleja los aspectos más variados de este mundo negro o mulato: costumbres, tradiciones, mitos. También es frecuente el acento social, la denuncia de discriminaciones y la defensa de una libertad común.
En la forma se observa la convivencia de lo indígena y lo español: la métrica se inspira en el variado ritmo del son cubano con formas típicas castellanas como la décima y la importancia de las onomatopeyas y la música.
Lo popular y lo culto se dan la mano, como en la poesía del neopopularismo de Federico García Lorca y Rafael Alberti. Los poetas de esta poesía negra, que más bien habría que llamar mulata, estilizan los elementos populares y cultivaron también modalidades vanguardistas y clásicas.
Sus principales exponentes son el puertorriqueño Luis Palés Matos (1898-1959) y los cubanos Emilio Ballagas (1908-1954) y Nicolás Guillén (1902-1989), del que destacan los libros Motivos del son (1930) y Sóngoro cosongo (1931), entre muchos otros. Se hizo muy popular en España su poema "La muralla"

### Otras tendencias
El cubano José Lezama Lima parte de un barroco culteranismo hacia el hermetismo. La poesía comprometida, de amplia temática social, sigue el ejemplo de Pablo Neruda en su Canto general (1950) con figuras tan importantes como la de Mario Benedetti y Juan Gelman. Hay un nutrido grupo surrealista y existencial, y manifestaciones de poesía experimental (Edgardo Antonio Vigo, Ulises Carrión, Clemente Padín, Guillermo Deisler, Bernardo Schiavetta) en un panorama sumamente complejo en el que pueden destacarse poetas como el mexicano Ali Chumacero (1918), de un lirismo puro; el chileno Nicanor Parra (1914), a quien caracteriza un tono sabiamente conversacional y lo que llama la antipoesía; el argentino Eduardo Jonquières (1918), poeta existencial, humano y profundo; el paraguayo Elvio Romero (1926), de potente acento social en la línea de Neruda; el cubano Roberto Fernández Retamar (1930), revolucionario en los contenidos, y el mexicano Manuel Augusto Montes de Oca (1932), revolucionario de la lengua poética.